# Sabiceeae
Sabiceeae, tribus broćevki, dio potporodice Ixoroideae. Sastoji se od četiri roda iz Južne Amerike i Afrike, a jedan monotipski rod (Tamridaea ) sokotranski je endem.
Tribus je opisan 1934.

## Rodovi
1. Hekistocarpa Hook.f.
2. Sabicea Aubl.
3. Tamridaea Thulin & B.Bremer
4. Virectaria Bremek.